# 黄紫花蓝钟花
黄紫花蓝钟花（学名：Cyananthus macrocalyx var. flavopurpureus）为桔梗科蓝钟花属下的一个变种。

## 扩展阅读
- 維基物種上的相關：黄紫花蓝钟花